# Acanthodelta mezentia
Acanthodelta mezentia là một loài bướm đêm trong họ Noctuidae.